# Le Cœur de l'ourse
Pour plus de détails, voir Fiche technique et Distribution.
Le Cœur de l'ourse (titre original : Karu süda) est un film estonien réalisé par Arvo Iho sorti en 2001. Il est présenté au Festival international du film de Moscou 2002.

## Synopsis
Niika quitte la ville pour partir s'installer en Sibérie. Il devient chasseur et vit en harmonie avec la nature, et il est même rapidement accepté par une tribu des nomades de la taïga. Lors d'une promenade en forêt, il croise une femelle ourse qui se montre plutôt câline. Sur le chemin, il rencontre une jeune femme d'une tribu, blessée et enveloppée dans une peau d'ours.

## Fiche technique
- Titre original : Karu süda
- Réalisation : Arvo Iho
- Scénario : Nikolaï Batourine, Rustam Ibragimbekov, Arvo Iho, d'après le roman de Nikolaï Batourine
- Directeur de la photographie : Rein Kotov
- Musique : Peeter Vähi
- Montage : Sirje Haagel, Arvo Iho
- Société de production : 4S Production
- Genre : Drame
- Durée : 2h04 minutes
- Date de sortie : 6 septembre 2001

## Distribution
- Rain Simmul : Nika / Nganasan
- Dinara Droukarova : Guitya
- Iliana Pavlova : Emily
- Külli Teetamm : Laima
- Lembit Ulfsak : Simon
- Nail Chaikhoutdinov : Tolkun
- Arvo Kukuägi : Veniamine (Benjamin)
- Galina Bokachevskaïa : Catherine
- Tatiana Leganteva : Rayon de Soleil